# 青野勝
青野 勝（あおの まさる、1957年（昭和32年）1月12日 - ）は、日本の政治家。元愛媛県西条市長（1期）。
元愛媛県議会議員、旧東予市長。

## 経歴
愛媛県西条市出身。愛媛県立今治西高等学校、慶應義塾大学経済学部経済学科卒業。
趣味は読書（藤沢周平、司馬遼太郎、童門冬二、他）、野球、ウォーキング。座右の銘は「忠如」。

### 東予市長
周桑農業協同組合の勤務を経て、1995年に38歳で東予市長選挙に立候補し当選した。40歳で大洲市長に就任した村上清吉の記録を塗り替え，戦後の愛媛県内最年少市長の誕生となった。その後は3期連続し、東予市が2004年11月1日に丹原町・小松町・西条市と合併するまで市長を務めた。東予市長在任の間には全国市長会新産都市協議会会長、全国青年市長会副会長、愛媛県市長会会長を務めている。

### 愛媛県議会議員
2007年には愛媛県議会議員選挙に立候補し2期連続トップ当選した（無所属を経て自由民主党）。西条市長選挙に立候補するため、2期の途中で県議会議員を辞職した。

### 西条市長
2012年11月18日に行われた西条市長選挙に立候補し、上水道整備などの地域間格差是正や市民参加の「開かれたまちづくり」を掲げ、東予市長・県議時代の支持者や元小松町長らが支援。現職の伊藤宏太郎に122票差で初当選を果たした。11月28日、市長就任。
市が2004年の2市2町の合併協定書に反して建設を進めていた市役所新庁舎の建設方針見直しを主張しており、市長就任後には建設を中断し市民と話し合って結論を出すことを表明した。しかし、「業者への補償や国から受ける特定財源を放棄するリスクが大きく、防災拠点整備が遅れる危険も大きい」ことから12月定例市議会招集あいさつで11月19日から中断していた新庁舎の工事を再開することを表明した。
西条市議会からは新庁舎の建設工事再開を独断で行ったとして批判の声が上がり、2013年1月9日の市議会において不信任決議案を提出され可決された。就任43日目の市長に対する不信任決議案であった。改選後初招集議会となった3月初めの臨時議会でも再び、市長不信任決議案が提出された。これを受け失職か議会解散を迫られた青野は1月17日に「建設継続を含めた見直しであり公約違反ではない」として議会を解散した。
解散後、2013年2月24日に行われた西条市議会議員では、34人が立候補し市長に対する不信任議決に賛成した前職16人中13人が当選する一方、改選後の不信任再議決に反対する意向の前職、元職、新人計12人が当選した。改選後初招集議会となった3月初めの臨時議会でも再び、市長不信任決議案が提出された。可決されれば、市長は失職する事態だったが、反対する議員が本会議を退席。会期延長の翌日も終日空転し、採決に至らず廃案となった。
就任後は、市民が参加できる市政懇談会を市内各所で開催。小中学生の医療費の無料化や放課後保育クラブの対象児童拡大をはじめとした子育て支援やICT教育に力を入れ、愛媛大学の誘致を実現している。農業の総合6次産業化や物流・防災拠点となる東予港の整備をはじめとした産業振興にも取り組んでいる。
愛媛県知事である中村時広をはじめとした国や県の政治家との親交が厚い。2015年より愛媛県市長会会長に就任。
2016年11月20日に行われた西条市長選挙では再選を目指し、出馬するも元愛媛県議会議員で新人の玉井敏久に敗れ落選。玉井敏久は、愛媛県議会議員時代から関係のある連合愛媛の支持に加え、前回選挙で伊藤宏太郎前市長を推した自民党系市議や自民党県議らの応援を受けた。

## 略歴
- 1980年 - 周桑農業協同組合に入組。
- 1995年 - 東予市長選挙に出馬し初当選（その後3期連続当選）。
- 2004年 - 西条市・東予市・小松町・丹原町の合併により、東予市長退任。
- 2007年 - 愛媛県議会議員に出馬し初当選（その後2期連続トップ当選）。
- 2012年 - 愛媛県議会議員を退任。西条市長選挙に立候補し現職の伊藤宏太郎などを破り初当選を果たす。
- 2015年 - 愛媛県市長会会長に就任。
- 2016年 - 西条市長選挙で前県議の玉井敏久に敗れ落選。

## 人物
- 趣味 - 読書、野球・ゴルフ・キャンプなどのアウトドア全般
- 座右の銘 - 「忠恕」

## 政策
- 愛媛県営黒瀬ダムからの松山分水（中予分水）については、反対を表明している[14]。